# Dennis Awtrey
Dennis Awtrey, né le 22 février 1948 à Hollywood, en Californie, est un ancien joueur américain de basket-ball. Il évolue durant sa carrière au poste de pivot.

## Palmarès
- Champion NBA 1979